# Walking the Dog
„Walking the Dog“ (nebot také „Walkin' the Dog“) je píseň amerického hudebníka Rufuse Thomase z roku 1963, kdy vyšla u vydavatelství Stax Records jako singl (na B-straně byla píseň „You Said“). Nedlouho poté vyšla i jako součást stejnojmenného alba. V žebříčku Billboard Hot 100 se singl umístil nejlépe na desáté příčce; na různých místech zde zůstal celkem čtrnáct týdnů. Později píseň nahrála řada dalších hudebníků, mezi které patří Roger Daltrey, John Cale a Rick Derringer nebo skupiny Grateful Dead, Aerosmith a The Rolling Stones.